# Örebro kanal

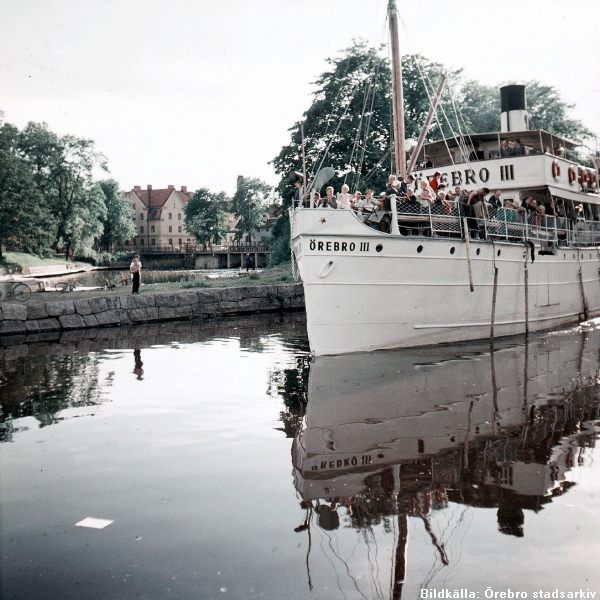
Örebro III har just passerat Slussen och är på väg mot Hjälmaren och Stockholm. 1950-tal.

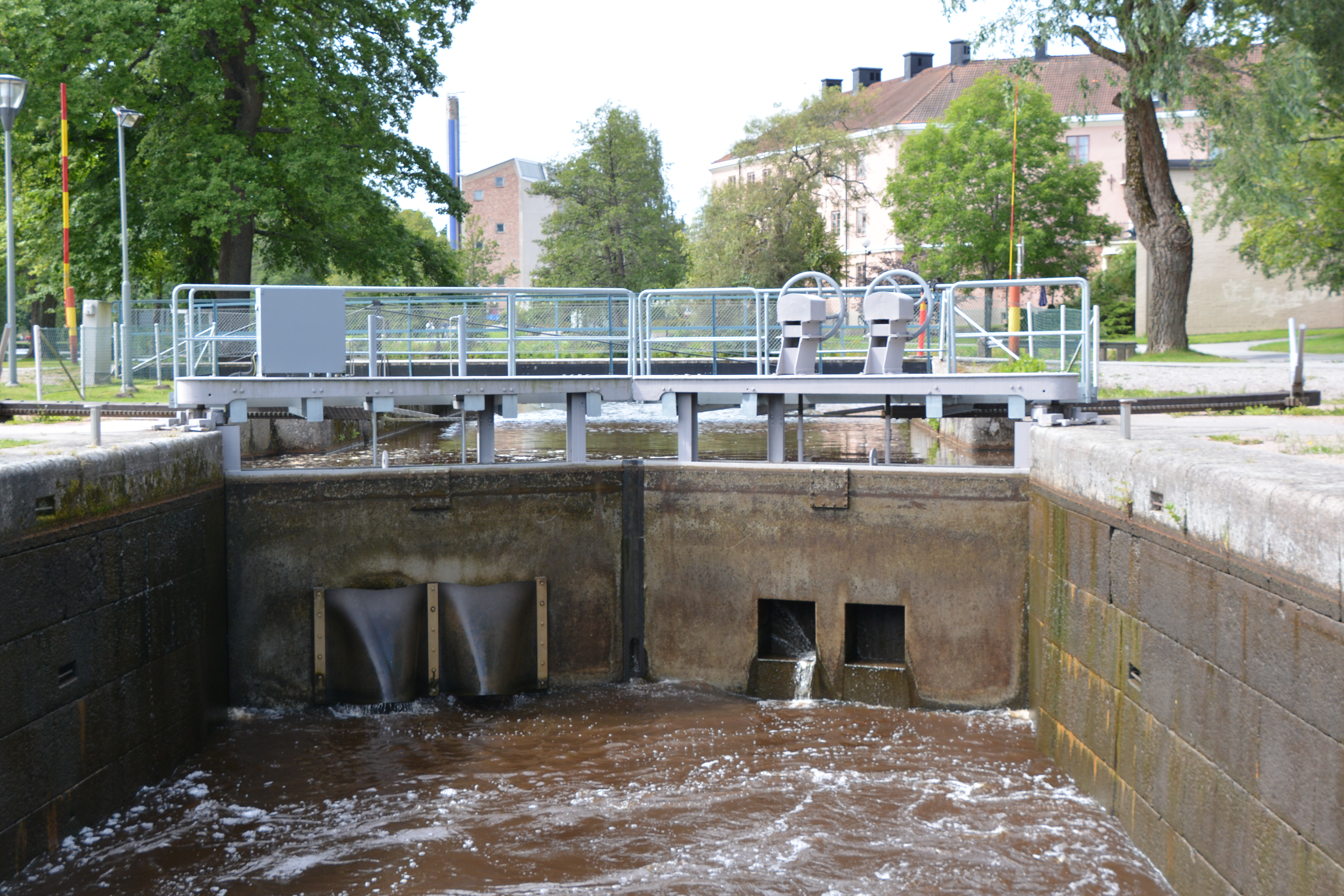
Slussen

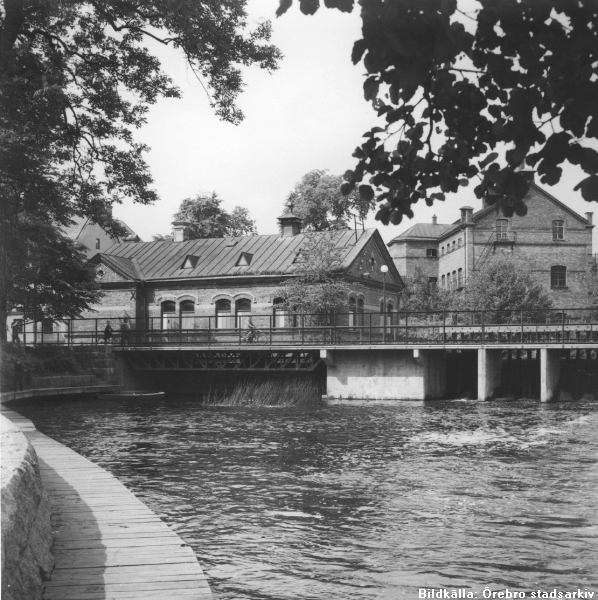
Skebäcks kraftstation till vänster och Skebäcks yllefabrik till höger. År 1955.

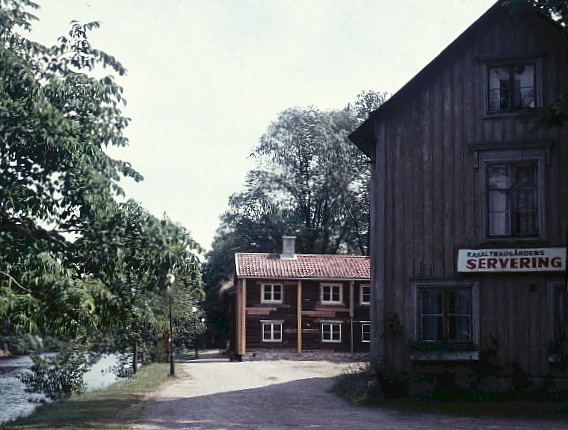
Motiv från Örebro kanal år 1962. Kanalträdgårdens servering i förgrunden är nu riven. I bakgrunden byggs Wadköping.

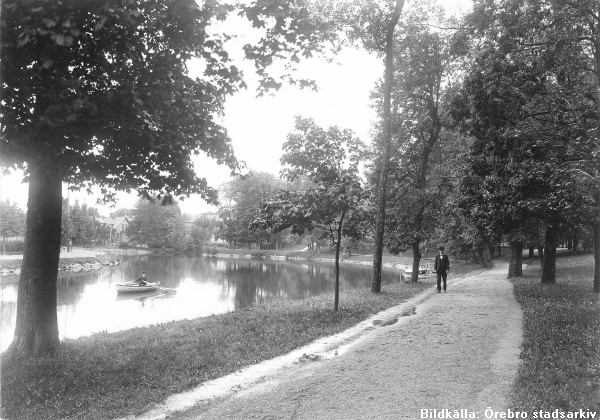
Stora Holmen och Örebro kanal år 1903.

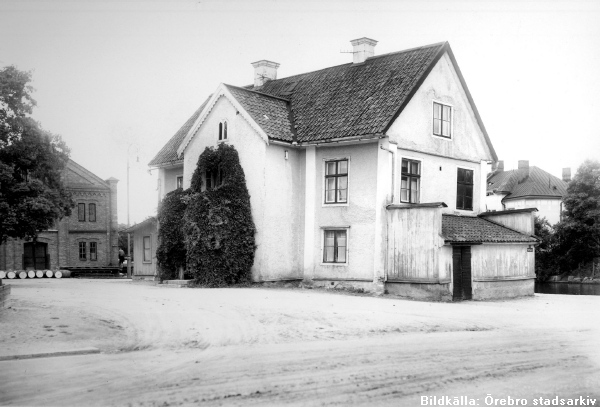
Manilla år 1929, då hamnkontor. Nuvarande hamnmagasin till vänster. Svartåns vatten skymtar i bakgrunden.

Örebro kanal är en av de kortaste kanalerna i landet, endast 1,5 km lång. Den sträcker sig mellan Slussen och Örebro hamn, och utgör en uträtning och fördjupning av Svartån.
En av de mest prioriterade kommunala frågorna i Örebro under andra hälften av 1800-talet var sjöledens uppdragande till stadens centrum. Hamnen låg förut nere i Skebäck. I stadsfullmäktige ville man synkronisera arbetet till den stora sänkningen av Hjälmaren, vilken skedde 1887–1888. Arbetena med kanalen påbörjades våren 1886, och innebar bl.a. byggnaden av en sluss vid Skebäck. Efter kanalens tillkomst blev gamla hamnen i Skebäck benämnd Östra hamnen, den vid Hamnplan blev Södra hamnen (nuvarande Örebro hamn) och hamnen nordväst om Stora Holmen kallades Norra hamnen.
Kanalen invigdes den 24 september 1888. Under många år pågick ångbåtstrafik till och från Stockholm, samt till olika hjälmarhamnar. Den reguljära nyttotrafiken till Örebro hamn avstannade 1957, men fortfarande trafikeras kanalen och hamnen sommartid av utflyktsbåtar och andra passagerarbåtar.

## Kanalupproret
En av de mest spektakulära händelserna i samband med kanalbygget var kanalupproret. Mellan 600 och 700 arbetare befann sig i Örebro för att bygga kanalen. Samtidigt grävdes avloppssystem i staden. I samband med löneutbetalningar blev det mycket fylleri. Den 12 november 1886 stormade några hundra man finkan för att befria fängslade kamrater. Påföljderna blev hårda för ledarna, upp till sex års straffarbete, eftersom de dömdes för "arbetaroroligheter". Bernhard Forssell har beskrivit händelsen i del 2 av boken Örebro och dess utveckling från 1912.

## Platser utmed kanalen

### Slussen
Slussen stod färdig 1888 i samband med Örebro kanals invigning. Nivåskillnaden är 2 meter. Slussen kan ta båtar om längd 30 meter, bredd 7 meter och ett djupgående på 2,1 meter. 
Slussportarna byttes ut år 1939. Vid en renovering 2008–2009 kompletterades den manuella manövreringen med maskinella inslag.
Det lilla huset på Slussholmen fanns redan innan Slussens färdigställande. Det kallades förr för Fiskartorpet, och utnyttjades som sommarbostad för prominenta örebroare. När slussen byggdes, blev det bostad för slussvaktaren.
Slussbron är en gång- och cykelbro som förbinder Svartåns norra och södra sida via slusskanalen och fördämningen.

### Skebäcks kraftstation
Skebäcks kraftstation anlades år 1895 efter kanalens byggande. Det uppstod en damm uppströms, och överskottsvatten som inte behövdes för slussningen utnyttjades för kraftproduktionen. I bästa fall kunde man få ut 50 hästkrafter. Kraftstationen producerade högspänd likström som utnyttjades för gatubelysning med båglampor och för vattenpumpning vid Södra vattentornet. Driften lades ner år 1937. Byggnaden revs år 1956.

### Stora Holmen
Se särskilt avsnitt, Stora Holmen.

### Wadköping
Huvudartikel: Wadköping.
Området hade tidigare namnet Alsnäs med en del gårdar som Andreelund, Åbo, Carlsdahl, Blommendahl m.f. I dagens område finns Alsnäsgatan som har en annan sträckning än på Alsnästiden

### Kanalträdgården
Invid Örebro kanal, i Stadsparken, låg förr ett hus som kallades Kanalträdgården. Det hade adress Kanalvägen 29 och var uppfört på 1870-talet. Innan kanalen kom till, hette huset Matildelund. På 1870-talet tillverkades där ättika av handlare E.D. Wadin. Från 1925 fanns en kaférörelse i huset. Denna var ett välbesökt trädgårdskafé med båtuthyrning, levande musik och dans vissa kvällar.
Huset löstes in av kommunen 1963, och det revs år 1965 när kulturreservatet Wadköping uppfördes.

### Stadsparken
Huvudartikel: Stadsparken.

### Choisie
Huvudartikel: Choisie.

### Örebro hamn
I samband med slussens och kanalens invigning fick Örebro nya hamn den 24 september 1888 ta emot sitt första fartyg. Från början sträckte sig hamnen längre västerut än vad den gör idag, men när Hamnbron byggdes begränsades hamnen av denna. Hamnen trafikerades av fartyg tillhörande det 1837 stiftade Örebro rederibolag, som förfogade över passagerarfartygen Örebro I, Örebro II, Örebro III och Gustaf  Lagerbjelke samt bogserångarna Hjälmaren och Närke. Dessutom bidrog det 1896 stiftade Örebro ångslupsaktiebolag, stiftat 1896 med ångsluparna Hemfjärden och Björksundet.
Vid hamnen låg Manilla och de två hamnmagasinen. Manilla, byggt i slutet av 1700-talet, var ett bostadshus som fanns redan före kanalen. När kanalen byggdes, förvärvade Örebro stad huset, i vilket inrättades  hamnkontor och bostad för hamnfogden. Under riksdagen år 1810 (tronföljarriksdagen) och riksdagen år 1812 hade bondeståndet sin möteslokal i huset. Manilla revs i början av 1930-talet, men har gett namn till den närliggande Manillagatan.
Det ena av hamnmagasinen finns kvar, det som inhyste Örebro rederibolags kontor. Örebro tekniska museum öppnades i byggnaden år 1974. Museet är nu flyttat till kvarnen vid Karlslunds herrgård. Idag drivs restaurangverksamhet i byggnaden. Det rivna hamnmagasinet låg väster om Hamnbron, i Slottsparken.

### Hamnbron
Hamnbron invigdes år 1956. Den är byggd i stål och betong. Före Skebäcksbrons öppnande för allmän trafik år 2009 (den var dessförinnan endast öppen för bussar, taxi och cyklister), var det den östligaste bron över Svartån som var öppen för sådan trafik. Innan Hamnbron fanns, lade man ut en gångbro på isen på vintrarna. Sommartid fanns det mellan åren 1889 och 1955 roddbåtstrafik mellan Faktorigatan och Manillagatan.

### Webbkällor
- Örebro kanal
- Örebro hamn
- Örebro sluss